# تلویزیون کابلی

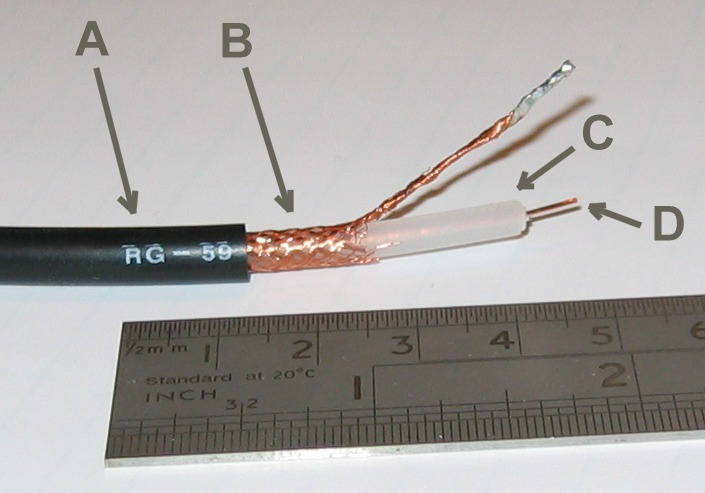
کابل کواکسیال اغلب برای انتقال امواج در سامانه تلویزیونی کابلی به منازل استفاده می‌شود. پایانه RG-۵۹ از یک کتاب نظامی باستانی به نام رهنمای رادیو می‌آید، که این عدد شماره صفحهٔ کتاب راهنما است که در این مورد توضیحاتی داده‌است. (RG مخفف کلمه Radio
Guide است به معنی راهنمای رادیو)

تلویزیون کابلی‌(به انگلیسی: Cable Television) یا تلویزیون بافه‌ای یک نوع سامانه تلویزیونی است که در آن مشترکان سیگنال‌های تلویزیونی را از طریق فیبر نوری و کابل کواکسیال دریافت می‌کنند، که جزو مالکیت مشترک به حساب می‌آید که شباهت زیادی به روش هوایی دارد. در روش قدیمی تصاویر از طریق امواج رادیویی انتقال می‌یابند که در آن تلویزیون نیاز به یک آنتن دارد؛ و به روش‌هایی از جمله برنامه‌های رادیویی اف ام، اینترنت پرسرعت و تلفنی شباهت زیادی دارد که گاهی این روش‌ها نیز ارائه می‌شوند و تفاوت اصلی بین رادیوی فرکانسی و ارتباط نوری در مالکیت آن‌ها است.
در زبان انگلیسی به اختصار از CATV نام می‌برند که به معنی تلویزیون کابلی به کار می‌رود ولی در اصل به معنی تلویزیون آنتی مشترک می‌باشد که از نام شبکه کابلی گرفته شده‌است که در سال ۱۹۴۸ بنیان‌گذاری شده‌است که در روش هوایی گیرندگی به فاصله فرستنده تا گیرنده محدود بود و حتی به پستی و بلندی نیز محدود می‌شد که مجبور بودند از شبکه کابلی برای انتقال امواج به منازل افراد استفاده کنند. در اصل قدمت تلویزیون کابلی از قدمت رادیو نیز بیشتر است که گفته می‌شود در برخی از شهرهای اروپایی که قدمت آن به سال‌های قبل از ۱۹۲۴ می‌رسند استفاده می‌کردند.
این روش پیش پا افتاده در آمریکای شمالی، اروپا، استرالیا و شرق آسیا استفاده می‌شده اگر چه در حال حاضر در خیلی از کشورها استفاده می‌شود. تلویزیون کابلی موفقیت‌های کوچکی نیز در آفریقا داشته‌است. هر چند در مناطق عامه پسند تأثیر چندانی ندارد و در عوض از سامانه‌هایی بر مبنای شبکه‌های بی‌سیم و امواج ماکروویو استفاده می‌شود.